# Alex Nielsen
Alex Nielsen (født 26. marts 1958) er en tidligere dansk professionel fodboldspiller. Han har spillet en A-landskamp for  Danmark. Han har siden 2003 været direktør og ansvarhavende chefredaktør for Herning Folkeblad A/S.

## Karriere
Alex Nielsen er især kendt fra sine år som første målmand i Vejle Boldklub. Han kom til VB, da klubbens mangeårige målmand, Niels Wodskou, sagde farvel efter mesterskabssæsonen i 1977. Herefter stod Vejle Boldklub med et målmandsproblem. Løsningen blev ungdomslandsholdets målmand fra Fremad Amager, Alex Nielsen, der samtidig blev klubbens første kontraktspiller.
Alex Nielsen fik debut i 1978 mod Medan og spillede sin afskedskamp i 1987 mod Tjekkoslovakiets OL-hold. I perioden mellem 1978-1987 spillede Alex Nielsen 377 kampe for Vejle Boldklub i landets bedste række. 
Alex Nielsen hørte i mange år til Danmarks absolut bedste målmænd. I 1978 og 1984 vandt han det  danske mesterskab med Vejle Boldklub, mens det i 1981 blev til en guld i  DBUs landspokalturnering.